# سلفچگان
سلفچگان یکی از شهرهای استان قم است که در شهرستان قم واقع شده است. شهر سلفچگان، در فاصله ۳۵ کیلومتری غرب قم قرار دارد. این شهر در مسیر جاده قم – اراک واقع شده‌است.
سلفچگان در سال ۱۳۸۷ در سفر محمود احمدی‌نژاد،رئیس جمهور وقت به قم و همچنین پیگیری‌های ناظمی اردکانی استاندار وقت قم و نمایندگان مجلس به شهر تبدیل و به عنوان شهر سلفچگان شناخته شد.

## جمعیت
این شهر با داشتن ۱۳۹۰ نفر جمعیت (۴۴۹خانوار) مرکز بخش سلفچگان می‌باشد. سلفچگان تنها ۰٫۱۱ درصد جمعیت استان قم را تشکیل داده‌است.

## ترابری
این شهر دارای اهمیت ارتباطی بسیار زیادی است. به طوری که راه‌آهن سراسری شمال-جنوب و راه‌آهن تهران-شرق کشور از این شهر می‌گذرند.
همچنین آزادراه‌ تهران-ساوه و جاده ساوه-اصفهان و ساوه- اراک همگی از درون این شهر عبور می‌کنند.

## تأمین آب از لرستان
آب مصرفی (شرب، صنعتی، کشاورزی) مورد نیاز شهرهای خوانسار، گلپایگان، خمین، محلات و قم از سرچشمه‌های دز در شهرستان الیگودرز تأمین می‌شود.
به گفته پرویز فتاح وزیر وقت نیرو این آب یکی از بهترین آب‌های دنیا است.
اما انتقال آب از شهرستان الیگودرز به شهرهای ذکر شده باعث اعتراض مردم الیگودرز شده‌است. از اثرات انتقال آب، پایین رفتن شدید سطح سفره‌های آب زیرزمینی و در نهایت خشک شدن بیش از ۶۰ حلقه چاه و کم‌آب شدن ۱۷۱ حلقه چاه دیگر در شهرستان الیگودرز بوده‌است. خشک شدن چاه‌ها و چشمه‌های شهرستان الیگودرز علاوه بر خسارات بسیاری که به بخش کشاورزی وارد کرده باعث از بین رفتن مجتمع‌های پرورش ماهی در این شهرستان شده‌است.